# 1912
1912 (MCMXII) byl rok, který dle gregoriánského kalendáře započal pondělím.

## Události
Česko
- 5. ledna – byl slavnostně otevřen Obecní dům v Praze
- 18.–30. ledna – V Praze proběhl VI. sjezd Sociálně demokratické dělnické strany Ruska
- 27. června – 4. července – v Praze na Letné se konal VI. všesokolský slet
- 2. září – byl zahájen provoz na první trati Slezských zemských drah
- A. B. Svojsík položil základy českého skautingu vydáním knihy Základy junáctví a uspořádal první skautský tábor u hájovny Orlovy u Lipnice nad Sázavou.
- založena Liga lesní moudrosti

Svět
- 1. ledna – v Číně byla svržena císařská dynastie Čching a vyhlášena Čínská republika.
- 6. ledna – Nové Mexiko se stává 47. státem USA.
- 8. ledna – v Jihoafrické republice vznikla socialistická strana ANC.
- 18. ledna – britský polárník Robert Falcon Scott dosáhl se svou expedicí jižního pólu.
- leden – bolševici v Rusku se osamostatnili, přijali název SDDSR(b)
- 12. února – Založení filmového studia Babelsberg.
- 14. února – Arizona se stává 48. státem USA.
- 21. března – na vodu spuštěna bitevní loď SMS Tegetthoff.
- 30. března – Na základě Dohody z Fezu vznikly na území Marockého sultanátu dva protektoráty: Francouzské a Španělské Maroko.
- 15. dubna
  - Na své první plavbě se v severním Atlantiku potopil Titanic.
  - Narodil se první vůdce Severní Koreje Kim Ir-sen. Od tohoto dne se počítají roky v Severní Koreji.
- 27. dubna – Vznik Italských okupovaných egejských ostrovů.
- 13. května – Založení britských vzdušných sil Royal Flying Corps (RFC).
- 30. července – Umírá japonský císař Meidži, kterého ve funkci střídá jeho syn Taišó.
- 8. října – Započala První balkánská válka.
- 5. listopadu – V amerických prezidentských volbách zvítězil Woodrow Wilson nad Williamem Howardem Taftem a Theodorem Rooseveltem.
- 28. listopadu – Albánie vyhlásila nezávislost na Osmanské říši.
- erupce sopky Vesuv
- polský biochemik Kazimierz Funk objevil první vitamín
- Francouzi dobývají Maroko
- Italové dobývají Libyi
- svolána „Haagská opiová konference“

## Vědy a umění
- architekti vydali futuristický manifest
- Jack Judge a Harry Williams složili pochod It's a Long Way to Tipperary
- V. Kaplan konstruuje v Brně vodní turbínu s nástavnými lopatkami
- První dálkový kabel s elektronkovými zesilovači o délce 350 km byl uveden do provozu mezi New Yorkem a Washingtonem.

## Technika
- Zahájení provozu (1. srpna) na nejvýše zbudované zastávce v Evropě (3 454 m n. m.) na Jungfraujoch společnosti Jungfraubahn ve Švýcarsku.

## Nobelova cena
- Nobelova cena za fyziku – Nils Gustaf Dalén za vynález automatických regulátorů k osvětlování majáků a bójí
- Nobelova cena za fyziologii a lékařství – Alexis Carrel za práce na transplantaci cév a orgánů
- Nobelova cena za chemii – Victor Grignard a Paul Sabatier za objevy v oblasti organické chemie
- Nobelova cena za literaturu – Gerhart Hauptmann
- Nobelova cena za mír – Elihu Root – vytváření světového smírčího soudu

## Narození

### Česko
- 16. ledna – Bedřich Švestka, lékař a politik, rektor Univerzity Karlovy († 6. září 1990)
- 17. ledna – Stanislav Sůva, architekt († 18. března 1987)
- 20. ledna – Jindřich Brok, fotograf († 11. srpna 1995)

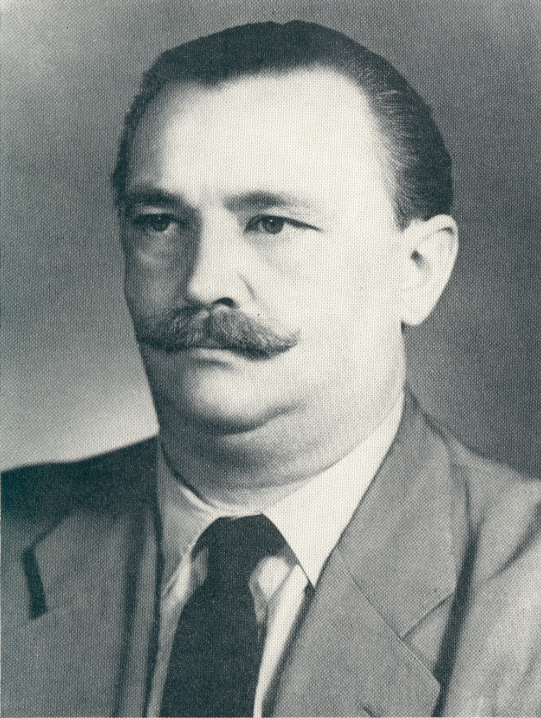
Jiří Trnka (* 24. února)

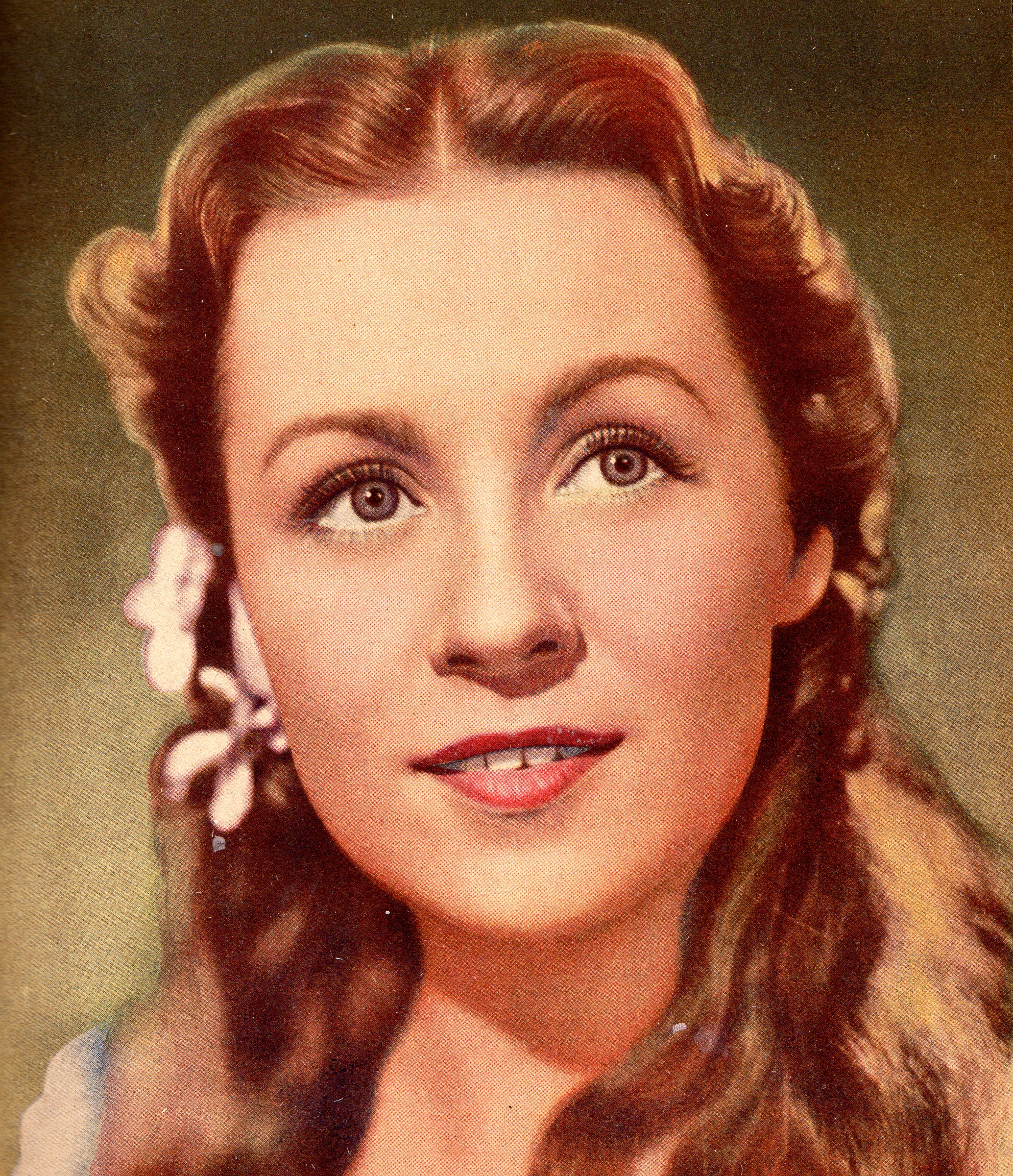
Nataša Gollová (* 27. února)

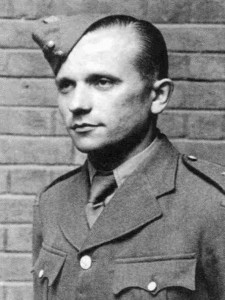
Jozef Gabčík (* 7. dubna)

- 21. ledna – Marie Kodovská, česká naivní malířka a básnířka († 12. listopadu 1992)
- 27. ledna – František Šterc, československý fotbalový reprezentant († 31. října 1978)
- 28. ledna – Jaroslav Pešán, voják a příslušník výsadku Platinum-Pewter († 11. srpna 1972)
- 29. ledna
  - Josef Krejčí, ministr vlád Československa († ?)
  - František Švantner, slovenský spisovatel († 13. října 1950)
- 6. února – Zdeněk Dopita, divadelní režisér († 21. června 1977)
- 8. února – Vojtěch Věchet, československý fotbalový reprezentant († 6. září 1988)
- 9. února – Rudolf Vytlačil, fotbalista a reprezentační trenér († 1. června 1977)
- 11. února
  - Rudolf Firkušný, klavírista světového jména († 19. července 1994)
  - František Krasl, fotograf († 13. prosince 1998)
- 15. února – Bohdan Lacina, malíř († 6. července 1971)
- 22. února
  - Emil Kotrba, malíř († 21. února 1983)
  - Vratislav Čech, československý fotbalový reprezentant († 8. září 1974)
- 23. února
  - Truda Grosslichtová, herečka a zpěvačka († 8. června 1995)
  - Josef Strnadel, spisovatel a literární teoretik († 4. března 1986)
  - František Široký, voják a příslušník výsadku Calcium († 30. května 1976)
- 24. února
  - Július Kowalski, hudební skladatel († 2. června 2003)
  - Jiří Trnka, výtvarník, ilustrátor, sochař, scenárista, loutkář († 30. prosince 1969)
- 27. února
  - Nataša Gollová, herečka († 29. října 1988)
  - Karel Svoboda, divadelní režisér a herec († 30. březen 1982)
- 3. března – Bohumil Vít Tajovský, opat Želivského kláštera a oběť komunismu († 11. prosince 1999)
- 6. března – Bořivoj Zeman, režisér a scenárista († 23. prosince 1991)
- 8. března – Vilém Nezbeda, básník, překladatel, archivář († 13. listopadu 2004)
- 11. března – Matylda Pálfyová, sportovní gymnastka, stříbrná medaile na LOH 1936 († 23. září 1944)
- 12. března – Jiří Traxler, klavírista, skladatel, textař a hudební aranžér († 7. srpna 2011)
- 14. března – Josef Šandera, voják a velitel výsadku Barium († 9. března 1945)
- 18. března
  - Vojta Nolč, český malíř, grafik († 27. března 1989)
  - Bohumil Klenovec, československý fotbalový reprezentant († 14. ledna 1971)
- 20. března – Jozef Kyselý, ministr vlád Československa († 21. července 1998)
- 26. března
  - Miroslav Míčko, historik umění, pedagog, výtvarný kritik a překladatel († 1. března 1970)
  - Eustach Bittner, numismatik a muzejní pracovník († 23. prosince 2001)
- 28. března – Eduard Tomek, malíř († 17. srpna 2001)
- 2. dubna – Rudolf Štrubl, kapelník, varhaník, klarinetista a hudební skladatel († 16. února 1982)
- 3. dubna – Jiřina Štěpničková, herečka († 5. září 1985)
- 5. dubna – Václav Němec, učitel a vlastivědný pracovník († 24. května 2001)
- 6. dubna – Jan Brzák, kanoista, olympijský vítěz († 15. července 1988)
- 8. dubna – Jozef Gabčík, pachatel atentátu na Heydricha († 18. června 1942)
- 13. dubna
  - František Běloun, matematik a pedagog († 4. srpna 1992)
  - Miloš Sádlo, violoncellista († 14. října 2003)
- 27. dubna
  - Ladislav Dědourek, knihkupec, nakladatel a amatérský fotograf († 4. září 1986)
  - Jaroslav Pešina, historik umění († 7. listopadu 1992)
- 28. dubna – Adolf Wenig , malíř, jevištní a kostýmní výtvarník († 11. května 1980)
- 3. května – Marie Hlouňová, houslistka a hudební pedagožka († 4. prosince 2006)
- 5. května
  - Vilém Bernard, předseda exilové sociální demokracie († 25. května 1992)
  - Zdeněk Andršt, hokejista a trenér († 23. října 1985)
- 9. května – Arnošt Kreuz, československý fotbalový reprezentant
- 19. května – Jan Brod, lékař, zakladatel české nefrologie († 10. února 1985)
- 21. května – Karel Stehlík, malíř († 28. května 1985)
- 30. května – Josef Pospíšil, český překladatel († ?)
- 1. června – Vlasta Štursová-Suková, architektka a návrhářka († 15. listopadu 1982)
- 4. června – Josef Starý, vysokoškolský pedagog a ministr dopravy († 16. května 2000)
- 6. června – Jiří Hermach, filosof Československého jara († 5. října 2011)
- 18. června – Evžen Erban, politik († 26. července 1994)
- 20. června – Alois Jedlička, bohemista († 13. června 2000)
- 21. června – Karel Fabián, spisovatel († 11. listopadu 1983)
- 22. června – Vít Nejedlý, hudební skladatel († 2. ledna 1945)
- 24. června – Augustin Podolák, biskup Starokatolické církve († 7. ledna 1991)
- 26. června – Marie Větrovská, sportovní gymnastka, stříbrná medaile na LOH 1936 († 21. května 1987)
- 27. června – Karel Hladík, sochař († 27. dubna 1967)
- 28. června – Zdeňka Švabíková, herečka († 27. června 1994)
- 29. června – Vlasta Fabianová, herečka († 26. června 1991)
- 30. června – Viktor Fischl, český a izraelský básník († 28. května 2006)
- 1. července – Václav Vojtěch Tošovský, († 26. listopadu 2007)
- 4. července
  - Kamil Bednář, básník († 23. května 1972)
  - Jaroslav Malina, skladatel populární hudby a kapelník († 24. října 1988)
- 6. července – Rudolf Deyl mladší, herec († 21. listopadu 1967)
- 7. července – Maxmilian Martischnig, osobnost československého odboje během 2. světové války († 29. prosince 1984)
- 12. července – Jan Lukeš, spisovatel a hudební skladatel († 25. srpna 1977)
- 13. července – Karel Bernášek, fotbalový obránce († 7. září 1983)
- 18. července – Jindřich Mánek, teolog, děkan Husovy československé bohoslovecké fakulty († 18. října 1977)
- 20. července – František Pácalt, československý hokejový reprezentant († 3. listopadu 2001)
- 25. července – Kamil Lhoták, malíř († 22. října 1990)
- 28. července – Fanoš Mikulecký, skladatel zlidovělých písní († 23. března 1970)
- 1. srpna – Otakar Jaroš, účastník zahraničního odboje († 8. března 1943)
- 11. srpna – Věra Vovsová, malířka († 31. srpna 1998)
- 20. srpna – František Fajtl, stíhací pilot († 4. října 2006)
- 24. srpna – Otto Šling, komunistický politik, oběť politických procesů († 3. prosince 1952)
- 30. srpna – František Vlasák, československý ekonom a politik († 2. října 2005)
- 2. září – Antonín Lauterbach, pedagog, spisovatel a divadelník († 26. května 2007)
- 7. září – Václav Fišer, herec († 30. října 1992)
- 19. září – Josef Liesler, malíř († 23. srpna 2005)
- 20. září – Ján Nálepka, československý důstojník a partyzánský velitel († 16. listopadu 1943)
- 27. září – Václav Horák, československý fotbalový reprezentant († 15. listopadu 2000)
- 2. října – Frank Malina, česko-americký vědec a vynálezce († 9. listopadu 1981)
- 4. října – Vladimír Kadlec, ekonom, vysokoškolský pedagog, ministr školství († 3. dubna 1998)
- 14. října
  - Jiří Zdeněk Novák, spisovatel, scenárista a překladatel († 3. září 2001)
  - Vlastimil Kopecký, československý fotbalový reprezentant († 31. července 1967)
- 18. října – Karel Svoboda, voják a příslušník výsadku Wolfram († 3. dubna 1982)
- 20. října – Miroslav Příhoda, varhaník a hudební skladatel († 11. června 1988)
- 23. října – Bedřich Prokoš, herec († 20. dubna 1997)
- 27. října – Frank Towen, tanečník a choreograf († 27. prosince 1991)
- 6. listopadu – Jaroslav Odstrčil, voják a velitel výsadku Calcium († 23. června 1944)
- 13. listopadu – Jaroslav Bouček, československý fotbalový reprezentant († 10. října 1987)
- 17. listopadu – Karel Židek, varhaník, skladatel a dirigent († 24. června 2001)
- 18. listopadu – Vilém Hrubý, archeolog († 23. září 1985)
- 19. listopadu – Bohuslav Brouk, psychoanalytik, spisovatel, básník a publicista († 19. ledna 1978)
- 20. listopadu – Jiří Štuchal, kabaretní a cirkusový herec, bavič a konferenciér († 2. března 1979)
- 24. listopadu
  - Hugo Rokyta, kulturní historik, etnograf, heraldik a ochránce památek († 16. března 1999)
  - Jan Bartejs, voják a velitel výsadku Potash († 13. března 1963)
- 25. listopadu
  - Bohuslav Březovský, prozaik a dramatik († 24. června 1976)
  - Stanislav Fejfar, stíhací pilot († 17. května 1942)
- 3. prosince – Josef Hrabák, literární historik, teoretik a kritik († 6. srpna 1987)
- 12. prosince – Leo Eitinger, česko-norský psychiatr († 15. října 1996)

### Svět
- 1. ledna
  - Michel Debré, premiér Francie († 2. srpna 1996)
  - Kim Philby, důstojník britských tajných služeb a agent KGB († 11. května 1988)
- 6. ledna – Jacques Ellul, francouzský sociolog, historik, filozof a spisovatel († 19. května 1994)

- 7. ledna

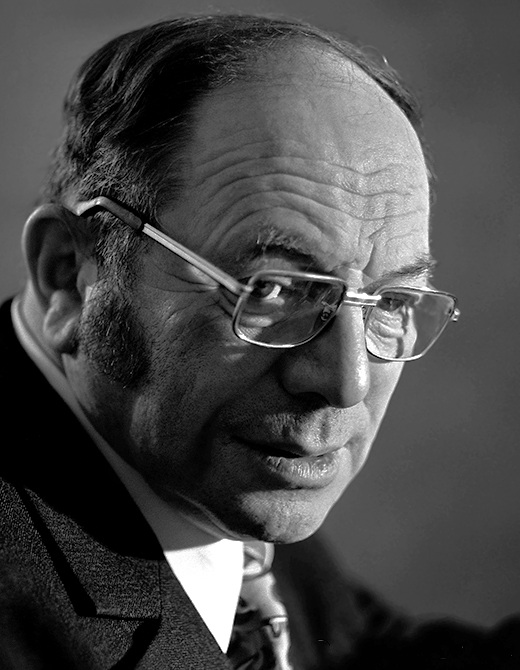
Leonid Kantorovič (* 19. ledna)

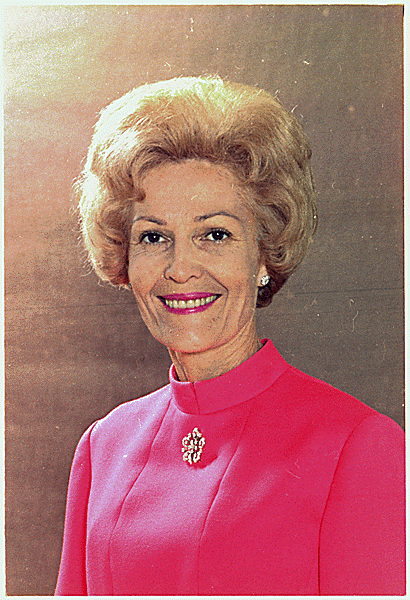
Pat Nixonová (* 16. března)

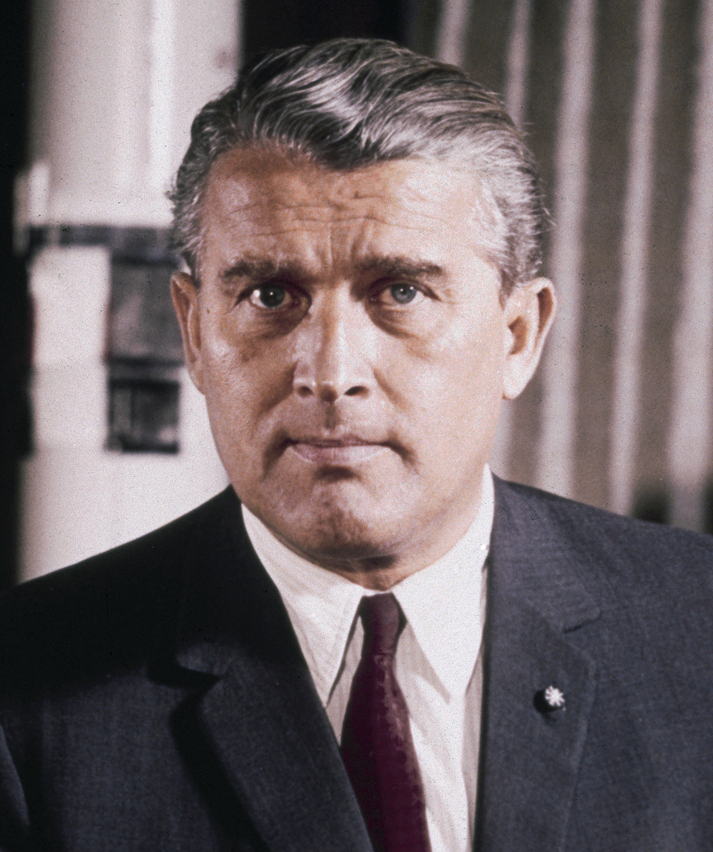
Wernher von Braun (* 23. března)

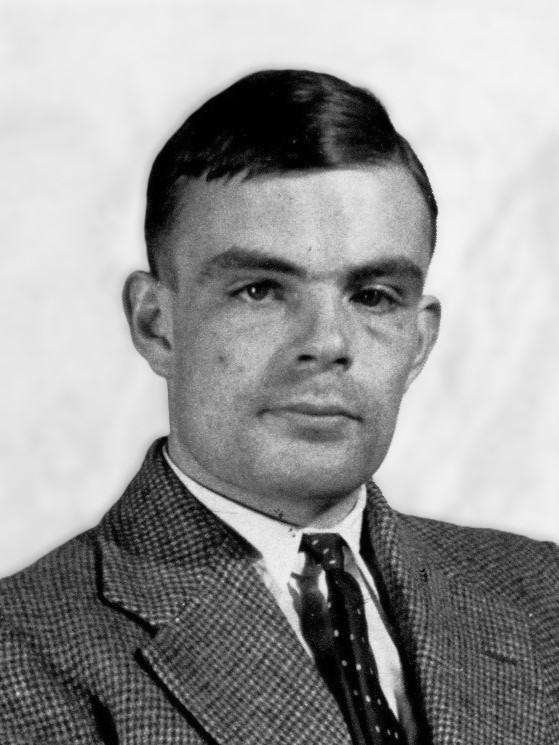
Alan Turing (* 23. června)

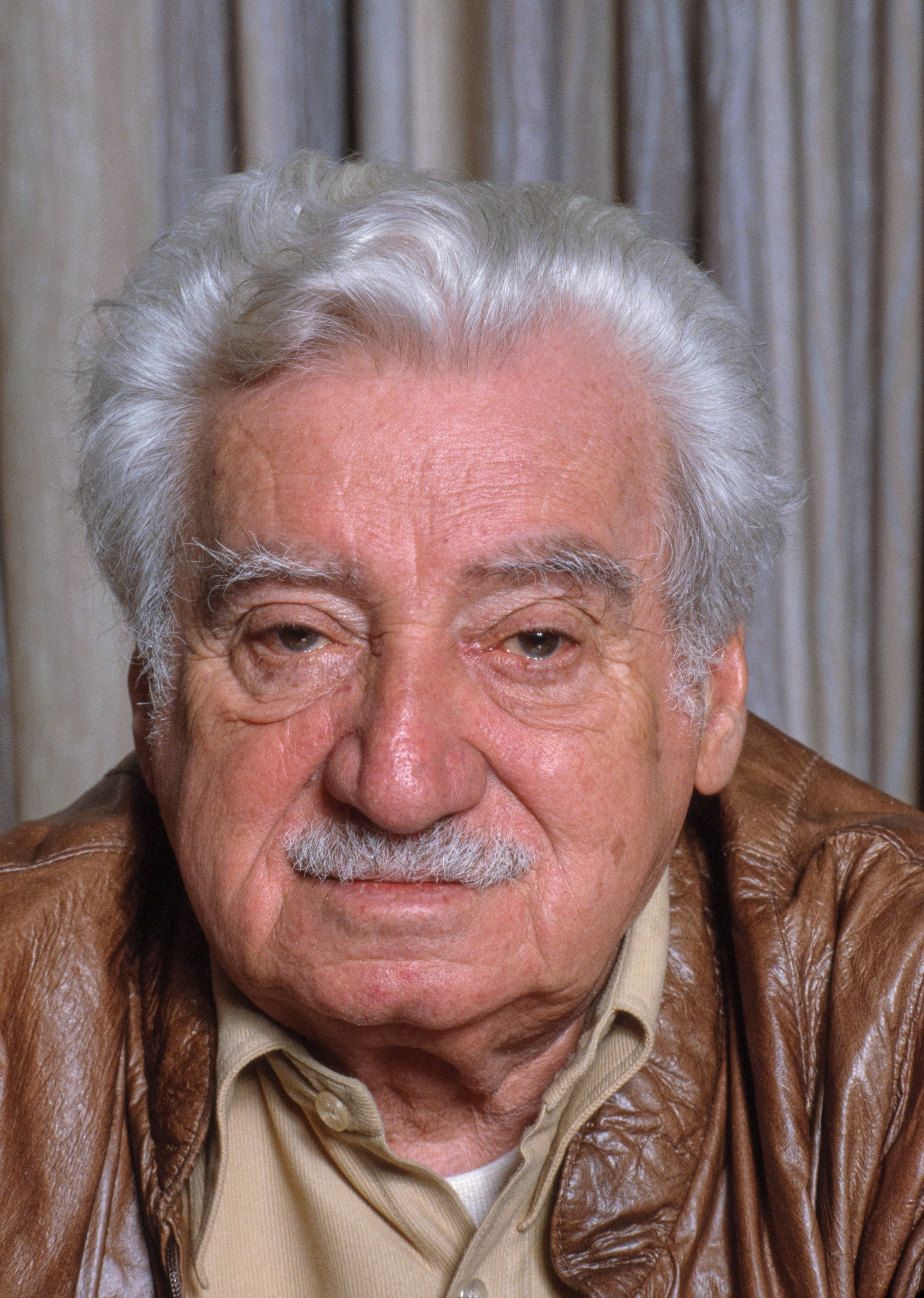
Jorge Amado (* 10. srpna)

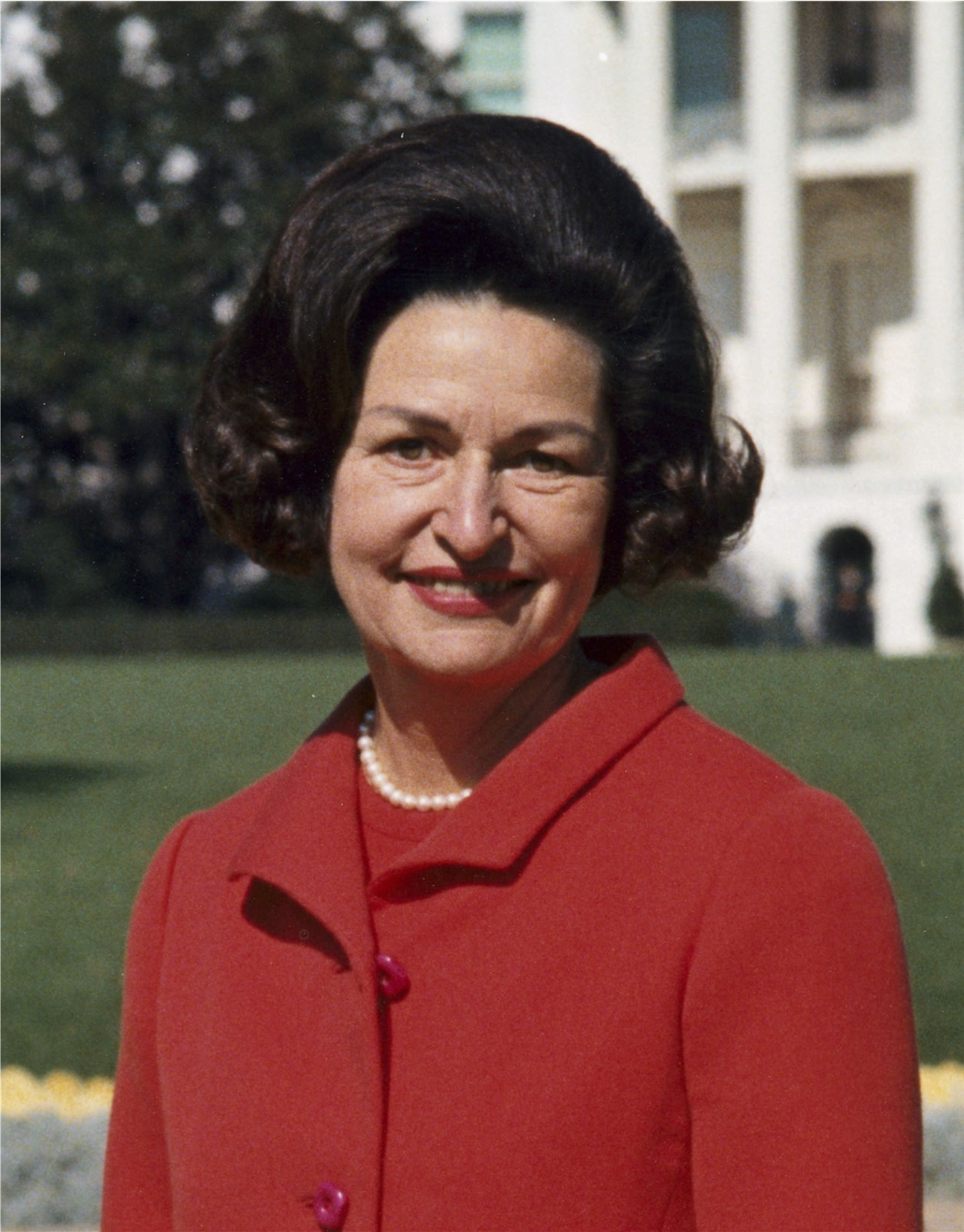
Lady Bird Johnsonová (* 22. prosince)

  - Charles Addams, americký autor komiksů († 29. září 1988)
  - Ivan Jakubovskij, sovětský maršál († 30. listopadu 1976)
- 8. ledna – José Ferrer, portorikánský herec († 26. ledna 1992)
- 9. ledna
  - Elias Zoghby, řeckokatolický arcibiskup, teolog, spisovatel († 16. ledna 2008)
  - Annemarie Heinrich, německo-argentinská fotografka († 22. září 2005)
- 10. ledna – Maria Mandlová, nacistická vrchní dozorkyně v koncentračním táboře Auschwitz († 24. ledna 1948)
- 15. ledna – Michel Debré, francouzský politik († 2. srpna 1996)
- 17. ledna – Luis Korda, kubánský fotograf († 19. prosince 1985)
- 19. ledna
  - Leonid Kantorovič, sovětský matematik a ekonom, nositel Nobelovy ceny za ekonomii († 7. dubna 1986)
  - Jaroslav Stecko, ukrajinský nacionalistický politik († 5. července 1986)
- 21. ledna – Konrad Bloch, americký biochemik, nositel Nobelovy cenyza fyziologii a medicínu(† 15. října 2000)
- 23. ledna – Rudolf Zuber, kněz, církevní historik († 29. října 1995)
- 27. ledna
  - Arne Næss, norský filozof († 12. ledna 2009)
  - Ján Pásztor, nitranský biskup († 8. listopadu 1988)
- 28. ledna – Jackson Pollock, americký malíř († 11. srpna 1956)
- 29. ledna – Jozef Kostka, slovenský sochař († 20. září 1996)
- 2. února – Millvina Dean, nejmladší pasažérka na Titanicu a poslední žijící osoba, která se lodi plavila († 31. května 2009)
- 3. února – Jacques Soustelle, francouzský antropolog a politik († 6. srpna 1990)
- 6. února
  - Eva Braunová, milenka a později manželka Adolfa Hitlera († 30. dubna 1945)
  - Christopher Hill, anglický historik († 23. února 2003)
- 8. února – Šimon Jurovský, slovenský skladatel († 8. listopadu 1963)
- 11. února – Wacław Wycisk, polský biskup († 22. března 1984)
- 13. února – Anton Malloth, dozorce v Terezíně († 31. října 2002)
- 14. února
  - Tibor Sekelj, chorvatský novinář, badatel a spisovatel († 20. září 1988)
  - Juan Pujol García, španělský dvojitý agent († 10. října 1988)
- 20. února – Pierre Boulle, francouzský spisovatel († 30. ledna 1994)
- 27. února – Lawrence Durrell, anglický spisovatel († 7. listopadu 1990)
- 28. února
  - Clara Petacci, milenka Benita Mussoliniho († 28. dubna 1945)
  - Harold Gordon Skilling, kanadský historik, bohemista a politolog († 2. března 2001)
  - Bertil Švédský, švédský princ a vévoda z Hallandu († 5. ledna 1997)
- 8. března
  - Vladimir Bakarić, Národní hrdina Jugoslávie († 16. ledna 1983)
  - Joachim Schepke, německý ponorkový kapitán († 17. března 1941)
- 11. března – Paul Janes, německý fotbalista († 12. června 1987)
- 12. března – Ghazi I., irácký král († 4. května 1939)
- 14. března – Les Brown, americký jazzový hudebník († 4. ledna 2001)
- 15. března
  - Marjory Collinsová, americká fotografka († 1985)
  - Lightnin' Hopkins, americký bluesový kytarista a zpěvák († 30. ledna 1982)
- 16. března – Pat Nixonová, manželka 37. prezidenta USA Richarda Nixona († 22. června 1993)
- 19. března – Adolf Galland, velitel německých stíhacích sil († 9. února 1996)
- 20. března – Miklós Szabados, maďarský stolní tenista († 12. ledna 1962)
- 22. března
  - Elijahu Kitov, rabín, vychovatel a spisovatel († 7. února 1976)
  - Karl Malden, americký herec († 1. července 2009)
- 23. března
  - Wernher von Braun, konstruktér německých a amerických raket († 16. června 1977)
  - Alfred Schwarzmann, německý gymnasta († 11. března 2000)
- 27. března – James Callaghan, britský premiér († 26. března 2005)
- 29. března – Hanna Reitsch, německá pilotka († 24. srpna 1979)
- 5. dubna
  - František Gibala, slovenský sochař († 8. září 1987)
  - István Örkény, maďarský dramatik a prozaik († 24. června 1979)
- 8. dubna – Sonja Henie, norská krasobruslařka a filmová herečka († 12. října 1969)
- 9. dubna – Lev Kopelev, sovětský spisovatel († 18. června 1997)
- 10. dubna
  - Yusuf Lule, 3. prezident Ugandy († 21. ledna 1985)
  - Boris Kidrič, slovinský politik († 11. dubna 1953)
- 11. dubna – John Levy, americký jazzový kontrabasista a hudební manažer († 20. ledna 2012)
- 14. dubna – Robert Doisneau, francouzský fotograf († 1. dubna 1994)
- 15. dubna – Kim Ir-sen, politický vůdce Severní Koreje († 8. července 1994)
- 17. dubna – Jakov Volček, sovětský spisovatel († listopad 1988)
- 19. dubna – Glenn Seaborg, americký jaderný chemik, Nobelova cena 1951 († 25. února 1999)
- 21. dubna
  - Eve Arnoldová, americká fotožurnalistka († 4. ledna 2012)
  - Marcel Camus, francouzský filmový režisér a scenárista († 13. ledna 1982)
- 28. dubna – Odette Hallowes, britská špiónka († 13. března 1995)
- 29. dubna – Moše Landau, předseda Nejvyššího soudu Izraele († 1. května 2011)
- 1. května – Otto Kretschmer, německý ponorkový velitel († 5. srpna 1998)
- 2. května – Axel Springer, německý novinář a zakladatel nakladatelství Axel Springer SE († 22. září 1985)
- 7. května – James Dugan, americký historik a novinář († 3. června 1967)
- 8. května – Gertrud Fussenegger, rakouská spisovatelka († 19. března 2009)
- 13. května
  - Dmitrij Baltermanc, sovětský novinářský fotograf († 11. června 1980)
  - Gil Evans, kanadský jazzový klavírista a hudební skladatel († 20. dubna 1988)
- 15. května – Edwin Smith, anglický fotograf († 29. prosince 1971)
- 19. května – Pietro Palazzini, italský kardinál, Spravedlivý mezi národy († 11. října 2000)
- 20. května
  - Chajim Perelman, belgický filozof († 22. ledna 1984)
  - Wilfrid Sellars, americký filozof († 2. července 1989)
- 22. května – Herbert C. Brown, americký chemik, nositel Nobelovy ceny za chemii za rok 1979 († 19. prosince 2004)
- 23. května – Jean Françaix, francouzský hudební skladatel († 25. září 1997)
- 26. května
  - János Kádár, premiér Maďarské lidové republiky († 6. července 1989)
  - Efrajim Urbach, izraelský rabín, judaista a politik († 3. července 1991)
- 28. května
  - Werner Legère, německý spisovatel († 14. října 1998)
  - Patrick White, australský spisovatel, Nobelova cena za literaturu 1973 († 30. září 1990)
- 29. května – Hanna Reitschová, německá zkušební pilotka († 24. srpna 1979)
- 31. května
  - Henry M. Jackson, americký kongresman a senátor († 1. září 1983)
  - Martin Schwarzschild, americký fyzik německého původu († 10. dubna 1997)
- 1. června – Herbert Tichy, rakouský spisovatel, geolog, novinář a horolezec († 26. září 1987)
- 5. června
  - Ruth Hausmeister, německá herečka († 1. února 2012)
  - Alexandru Todea, rumunský kardinál († 22. května 2002)
- 6. června – Maria Montezová, dominikánská herečka († 7. září 1951)
- 10. června – Anatolij Garanin, sovětský novinářský fotograf († 7. dubna 1990)
- 11. června – Rašíd ibn Saíd al-Maktúm, premiér Spojených arabských emirátů († 7. října 1990)
- 14. června
  - Annibale Bugnini, italský kněz, vůdčí osobnost liturgické reformy († 3. července 1982)
  - Paul Chauchard, francouzský lékař, filozof, vysokoškolský učitel a spisovatel († 27. dubna 2003)
- 16. června – Enoch Powell, britský konzervativní politik († 8. února 1998)
- 18. června – Glenn Morris, americký olympijský vítěz v desetiboji († 31. ledna 1974)
- 23. června – Alan Turing, britský matematik, zakladatel moderní informatiky († 7. června 1954)
- 28. června – Carl Friedrich von Weizsäcker, německý fyzik a filosof († 28. dubna 2007)
- 6. července
  - Gerhard Ebeling, evangelický teolog († 30. září 2001)
  - Heinrich Harrer, rakouský horolezec, cestovatel, geograf, fotograf a spisovatel († 7. ledna 2006)
- 11. července – Sergiu Celibidache, rumunský dirigent a hudební skladatel († 14. srpna 1996)
- 12. července – Petar Stambolić, jugoslávský partyzán a komunistický politik († 21. září 2007)
- 14. července
  - Northrop Frye, kanadský literární kritik († 23. ledna 1991)
  - Woody Guthrie, americký folkový písničkář († 3. října 1967)
- 18. července – Harry Levin, americký literární teoretik († 29. května 1994)
- 19. července – Andreas Lommel, německý etnolog († 9. ledna 2005)
- 21. července – Karl Wolfgang Deutsch, německo-český politolog († 1. listopadu 1992)
- 22. července – Stephen Gilbert, irský spisovatel († 23. července 2010)
- 23. července – Meyer Howard Abrams, americký literární teoretik († 15. dubna 2015)
- 27. července – Ben Carlin, australský inženýř a cestovatel († 7. března 1981)
- 30. července – Viliam Žingor, hrdina Slovenského národního povstání († 18. prosince 1950)
- 31. července – Milton Friedman, americký ekonom, Nobelova cena za ekonomii 1976 († 16. listopadu 2006)
- 4. srpna
  - Virgilio Piñera, kubánský spisovatel († 18. října 1979)
  - Raoul Wallenberg, švédský diplomat, zachránce maďarských Židů († 16. července 1947)
- 5. srpna – Abbé Pierre, francouzský kněz a charitativní pracovník († 22. ledna 2007)
- 8. srpna – Jacques Bergier, francouzský chemik a spisovatel († 23. října 1978)
- 10. srpna – Jorge Amado, brazilský spisovatel († 6. srpna 2001)
- 12. srpna – Jerzy Edigey, polský právník a spisovatel († 24. srpna 1983)
- 13. srpna – Salvador Luria, italsko-americký mikrobiolog, Nobelova cena 1969 († 6. února 1991)
- 15. srpna – Naoto Tadžima, japonský olympijský vítěz v trojskoku 1936 († 4. prosince 1990)
- 16. srpna – William Vandivert, americký fotograf († 1. prosince 1989)
- 18. srpna – Elsa Morante, italská spisovatelka († 25. listopadu 1985)
- 21. srpna – Toe Blake, kanadský hokejista († 17. května 1995)
- 23. srpna – Gene Kelly, americký zpěvák, herec a tanečník († 2. února 1996)
- 24. srpna – Howard Everest Hinton, britský entomolog († 2. srpna 1977)
- 25. srpna – Erich Honecker, generální tajemník komunistické strany NDR († 29. května 1994)
- 29. srpna – Son Kidžong, korejský olympijský vítěz v maratonu z roku 1936 († 15. listopadu 2002)
- 30. srpna
  - Edward Mills Purcell, americký fyzik, Nobelova cena za fyziku 1952 († 7. března 1997)
  - Pavol Strauss, slovenský lékař, filozof a spisovatel († 3. června 1994)
- 1. září – Gwynfor Evans, velšský politik († 21. dubna 2005)
- 4. září – Günther Lützow, německý stíhací pilot († 24. dubna 1945)
- 5. září
  - John Cage, americký skladatel († 12. srpna 1992)
  - Kristina Söderbaum, německá filmová herečka († 12. února 2001)
- 6. září
  - Michele Andreolo, uruguayský fotbalista († 14. května 1981)
  - Nicolas Schöffer, maďarský sochař († 8. ledna 1992)
- 7. září – Peter Walker, britský automobilový závodník († 1. března 1984)
- 8. září – Vladimir Nikolajevič Alexejev, sovětský námořní velitel a admirál († 24. července 1999)
- 18. září – Givi Džavachišvili, premiér Gruzie († 10. listopadu 1985)
- 22. září – Han Mac Tu, vietnamský básník († 11. listopadu 1940)
- 29. září
  - Michelangelo Antonioni, italský filmový režisér a scenárista († 30. července 2007)
  - Kristián Ludvík Meklenburský, druhý syn posledního meklenburského vévody († 18. července 1996)
- 1. října – Lev Gumiljov, sovětský historik, antropolog a etnolog († 15. června 1992)
- 5. října – Karl Hass, německý válečný zločinec († 21. dubna 2004)
- 14. října – Walter Gotschke, německý malíř († 28. srpna 2000)
- 17. října – Jan Pavel I., 263. papež († 28. září 1978)
- 21. října
  - Don Byas, americký jazzový saxofonista († 24. srpna 1972)
  - Georg Solti, britský dirigent maďarského původu († 5. září 1997)
- 31. října
  - Jean Améry, filosof a spisovatel rakouského původu († 17. října 1978)
  - Anton Thumann, nacistický válečný zločinec († 8. října 1946)
- 1. listopadu – William Miller, americký olympijský vítěz ve skoku o tyči 1932 († 12. listopadu 2008)
- 3. listopadu – Alfredo Stroessner, paraguayský vojenský důstojník a diktátor († 16. srpna 2006)
- 5. listopadu – Leonardo Cilaurren, španělský fotbalista († 9. prosince 1969)
- 10. listopadu – Bernhard Häring, německý teolog († 3. července 1998)
- 17. listopadu – Harry Ackerman, americký televizní producent († 3. února 1991)
- 19. listopadu
  - George Emil Palade, rumunsko-americký cytolog, Nobelova cena za fyziologii a lékařství († 8. října 2008)
  - Domingos da Guia, brazilský fotbalista († 18. května 2000)
- 20. listopadu – Otto von Habsburg, korunní princ rakouský, český a uherský († 4. července 2011)
- 21. listopadu – Viliam Malík, slovenský fotograf († 20. ledna 2012)
- 22. listopadu – Štefan Polakovič, slovenský filozof († 29. listopadu 1999)
- 23. listopadu – Tyree Glenn, americký jazzový pozounista († 18. května 1974)
- 24. listopadu – Teddy Wilson, americký jazzový klavírista († 31. července 1986)
- 29. listopadu – John Templeton, britský akciový investor, obchodník a filantrop († 8. července 2008)
- 30. listopadu
  - Nihat Erim, premiér Turecka († 19. července 1980)
  - Walter J. Ong, americký literární historik a teoretik († 12. srpna 2003)
  - Gordon Parks, americký fotograf, hudebník, spisovatel a režizér († 7. března 2006)
- 1. prosince – Minoru Yamasaki, americký architekt japonského původu († 7. února 1986)
- 6. prosince – Frank Lewis, americký zápasník, zlato na OH 1936 († 16. srpna 1998)
- 7. prosince – Daniel Jones, velšský hudební skladatel († 23. dubna 1993)
- 9. prosince – Zerubavel Gil'ad, izraelský spisovatel († 12. srpna 1988)
- 11. prosince – Carlo Ponti, italský filmový producent († 10. ledna 2007)
- 12. prosince – Henry Armstrong, americký boxer († 24. října 1988)
- 20. prosince – Zoran Polič, slovinský právník a politik († 13. června 1997)
- 22. prosince – Lady Bird Johnsonová, manželka 36. prezidenta USA Lyndona B. Johnsona († 11. července 2007)

## Úmrtí

### Česko
- 12. ledna – Josef Rank, český slovníkář, lexikograf a archivář (* 22. října 1833)
- 2. února – Bernhard Sperk, český veterinář (* 23. července 1839)

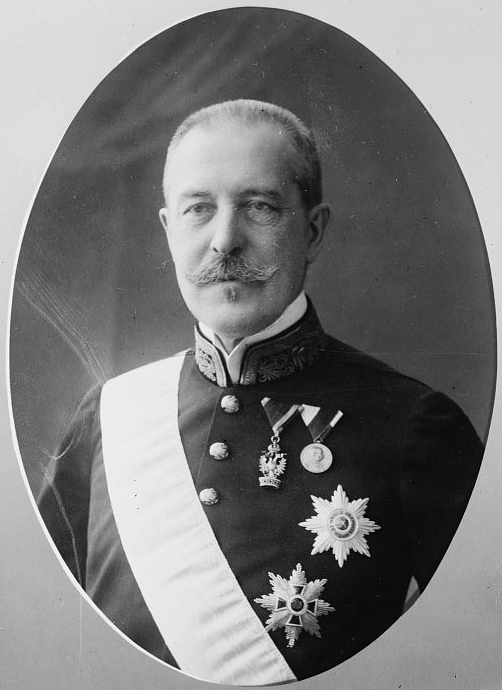
Alois Lexa von Aehrenthal († 17. února)

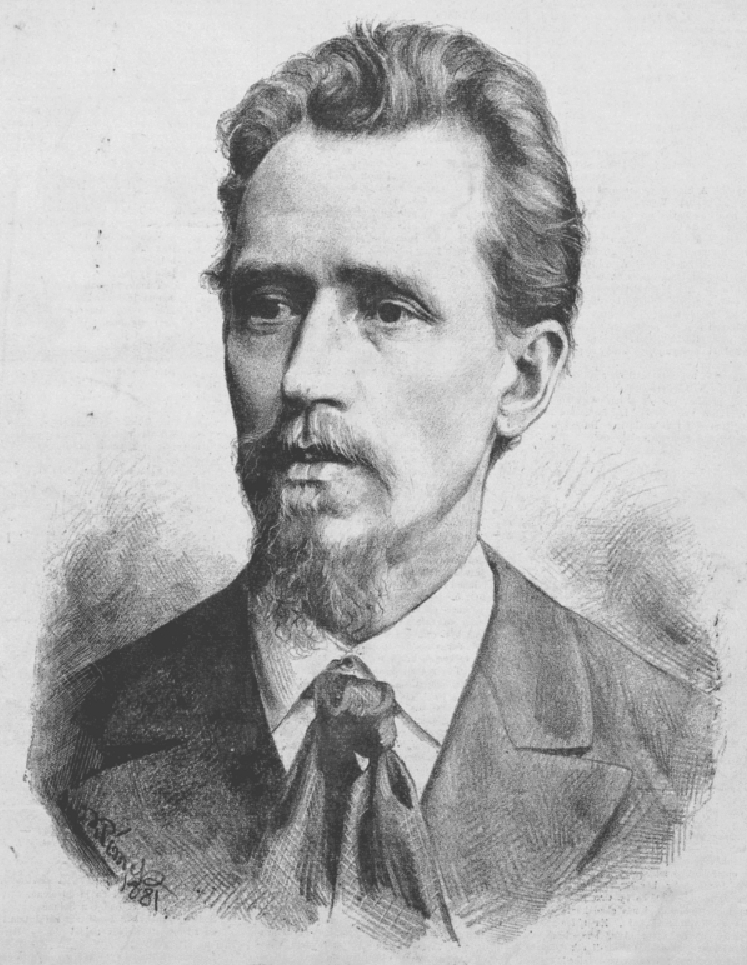
Josef Václav Sládek († 28. června)

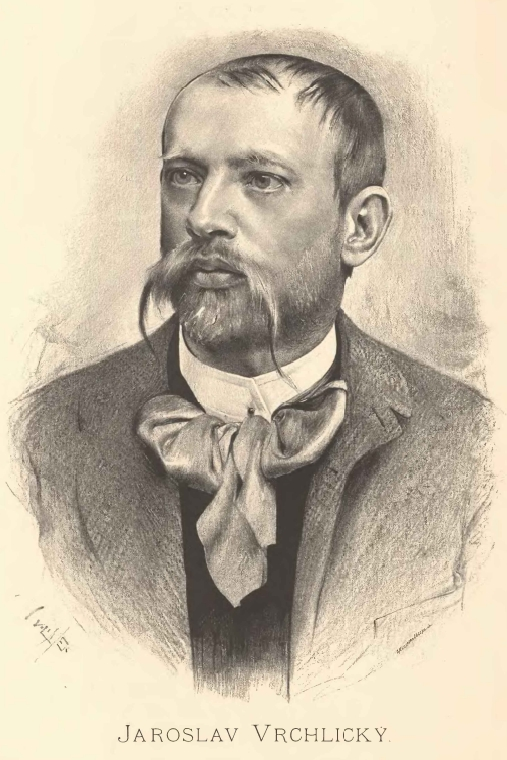
Jaroslav Vrchlický († 9. září)

- 17. února – Alois Lexa von Aehrenthal, český šlechtic a rakouský diplomat a politik (* 27. září 1854)
- 22. února – Renáta Tyršová, kunsthistorička a umělecká kritička, etnografka (* 31. července 1854)
- 23. února – Otilie Sklenářová-Malá, herečka (* 12. prosince 1844)
- 2. března – Vilém Mrštík, spisovatel (* 14. května 1863)
- 6. března – Vilém Blažek, olomoucký kanovník a biskup (* 29. dubna 1837)
- 13. března – Ella Hruschka, rakouská učitelka, spisovatelka, novinářka a aktivistka za práva žen (* 7. května 1851)
- 4. dubna
  - Josef Kořán, publicista, historik a poslanec Českého zemského sněmu (* 24. září 1838)
  - Josef Sokol, pedagog a politik (* 4. července 1831)
- 25. dubna – Anton Aigner, poslanec Českého zemského sněmu, starosta Frýdlantu (* 9. června 1844)
- 30. dubna – František Kmoch, dirigent a skladatel (* 1. srpna 1848)
- 24. května – Karel Čulík, poslanec Českého zemského sněmu (* 2. března 1822)
- 9. června – Ferdinand Heller, hudební skladatel a sbormistr (* 21. června 1824)
- 10. června – Josef Scheiwl, malíř a ilustrátor (* 7. dubna 1833)
- 12. června – Zikmund Winter, spisovatel (* 27. prosince 1846)
- 17. června – Hanuš Schwaiger, malíř, tvůrce fantaskních obrazů (* 28. června 1854)
- 18. června – Hugo Baar, malíř (* 3. března 1873)
- 21. června – Leopold Gottlieb, lékař, spoluzakladatel lázní v Jáchymově (* 17. března 1852)
- 23. června – Bohuslav Kroupa, malíř, pedagog, cestovatel a spisovatel (* 30. listopadu 1828)
- 27. června – Josef Anýž, politik a novinář (* 29. února 1852)
- 28. června – Josef Václav Sládek, spisovatel (* 27. října 1845)
- 1. července
  - Eduard Strache, rakouský a český nakladatel, novinář a politik (* 13. dubna 1847)
  - Albín Bráf, český právník, profesor, politik a novinář. (* 27. února 1851)
- 7. srpna – Emanuel Tilsch, právník (* 8. dubna 1866)
- 17. srpna – Antonín Fiala, svérázný amatérský meteorolog (* 1836)
- 19. srpna – Václav Sitte, kanovník kapituly sv. Štěpána v Litoměřicích (* 1849)
- 23. srpna – Josef Němeček, čestný kanovník Katedrální kapituly u sv. Štěpána v Litoměřicích (* 2. března 1824)
- 30. srpna – Eleonora Ehrenbergová, operní pěvkyně (* 1. listopadu 1832)
- 7. září – Jan Tomáš, fotograf (* 2. června 1841)
- 9. září – Jaroslav Vrchlický, spisovatel (* 17. února 1853)
- 19. září – Josef Šolín, matematik a fyzik (* 4. března 1841)
- 9. října – Václav Reichert, právník a politik (* 6. srpna 1834)
- 13. listopadu
  - Wenzel Wenhart, rakouský pedagog a básník (* 24. září 1834)
  - Teréza Nováková, spisovatelka a feministka (* 31. července 1853)
- 9. prosince – Adolf Patera, historik a filolog (* 27. července 1836)
- 19. prosince – Marie Ryšavá, herečka (* 10. září 1831)
- 31. prosince
  - Adolf Rodler, kněz, publicista a politik (* 4. dubna 1843)
  - Vincenc Prasek, slezský pedagog, jazykovědec, spisovatel a novinář (* 9. dubna 1843)

### Svět
- 16. ledna – Georg Heym, německý básník (* 30. října 1887)
- 22. ledna – Paul Bergon, francouzský fotograf (* 27. září 1863)

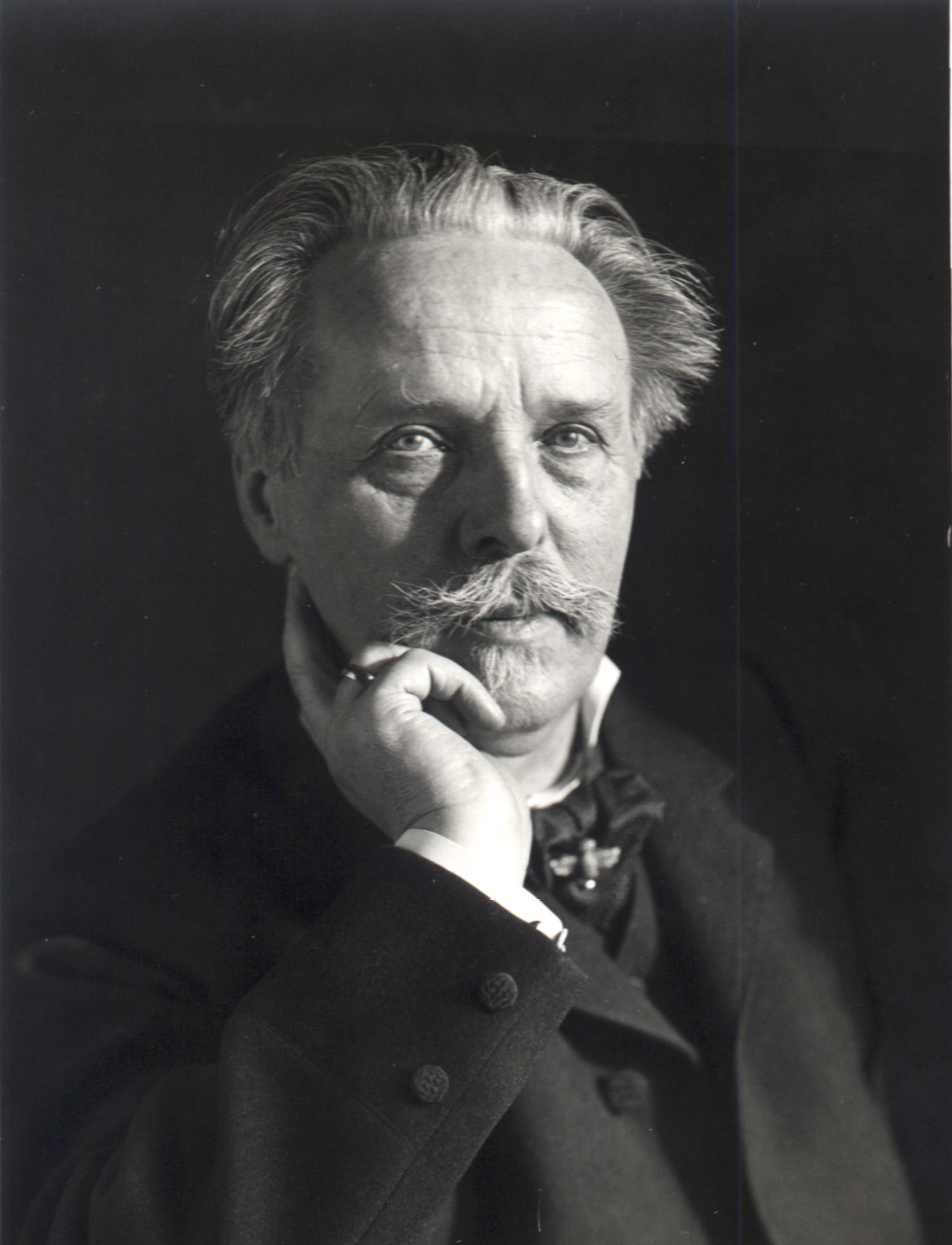
Karl May († 30. března)

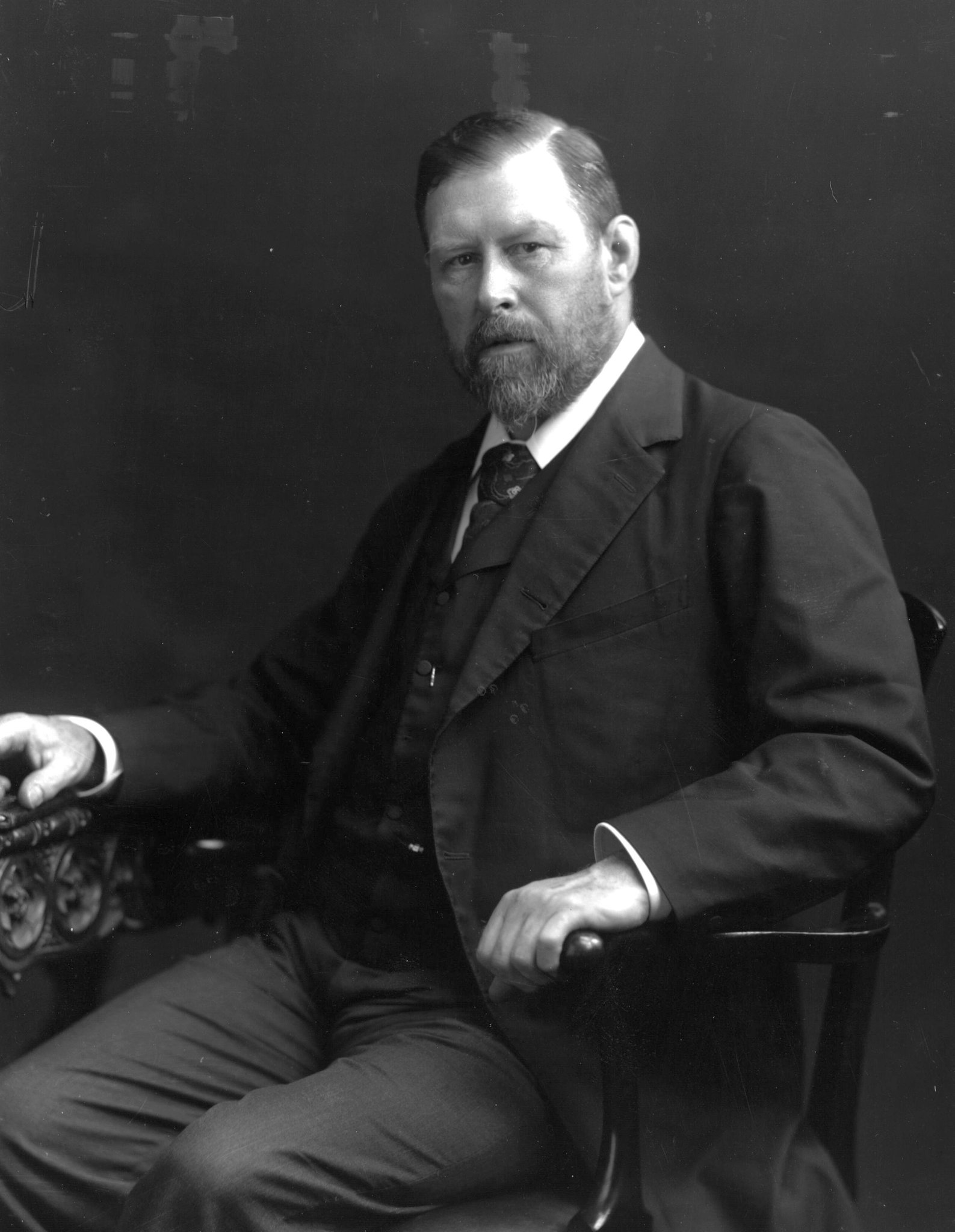
Bram Stoker († 20. dubna)

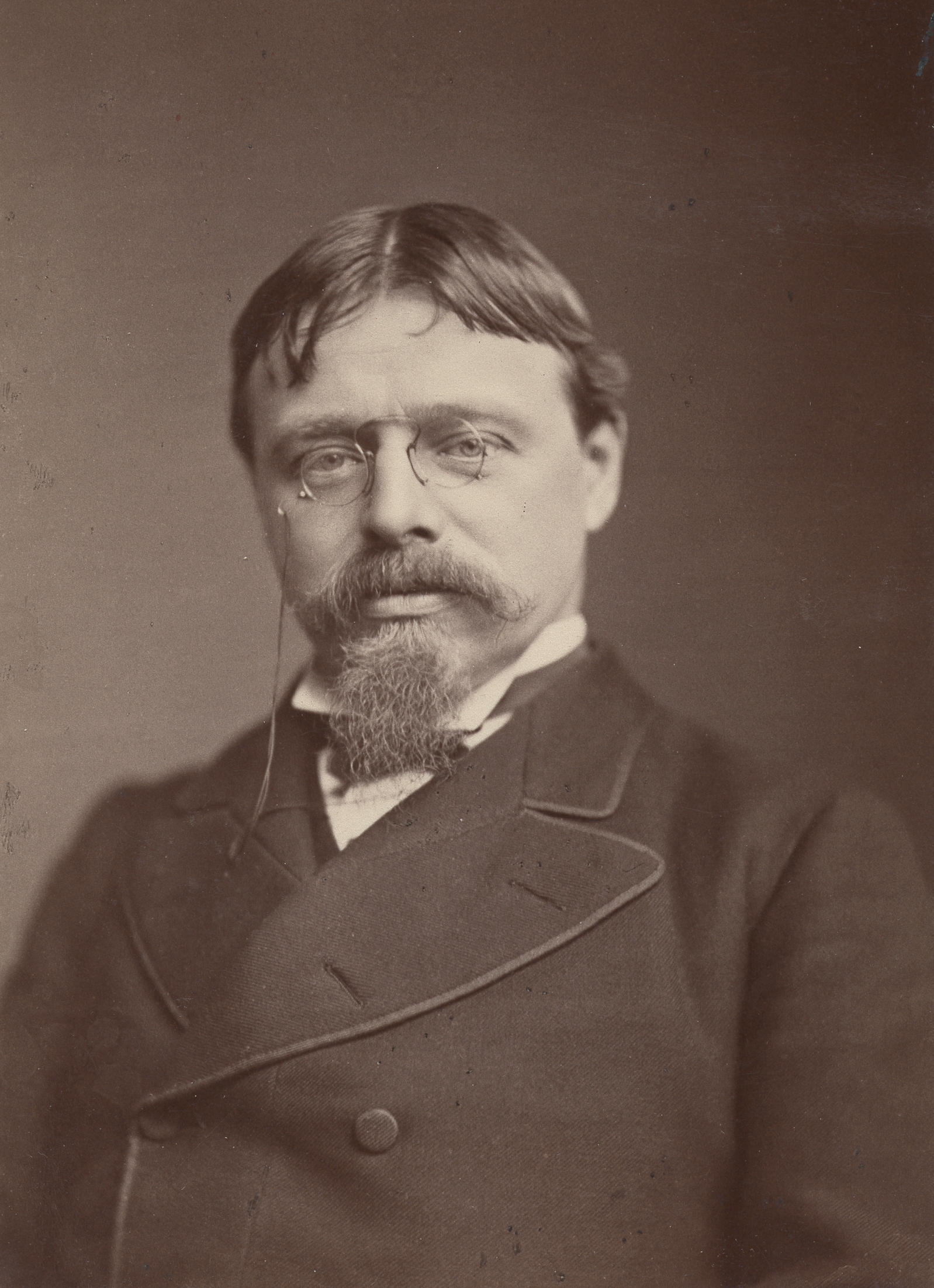
Lawrence Alma-Tadema († 25. června)

- 28. ledna – Gustave de Molinari, belgický ekonom (* 3. března 1819)
- 29. ledna – Herman Bang, dánský spisovatel (* 20. dubna 1857)
- 30. ledna – Alfred Ebenhoch, předlitavský politik (* 18. května 1855)
- 10. února – Joseph Lister, anglický chirurg, průkopník antisepse (* 5. dubna 1827)
- 11. února – Şayeste Hanım, manželka osmanského sultána Abdulmecida I. (* 1836)
- 16. února – Nikolaj Japonský, ruský pravoslavný kněz a arcibiskup Japonska (* 13. srpna 1836)
- 22. února – Isaiah West Taber, americký fotograf (* 17. srpna 1830)
- 25. února – Vilém IV. Lucemburský, lucemburský velkovévoda (* 22. dubna 1852)
- 13. března – Xösäyen Jamaşev, tatarský revolucionář a spisovatel (* 6. ledna 1882)
- 29. března – Robert Falcon Scott, britský polárník (* 6. června 1868)
- 30. března – Karel May, německý spislovatel * 25. února 1842)
- 1. dubna – Paul Brousse, francouzský socialista, anarchista (* 23. ledna 1844)
- 6. dubna – Giovanni Pascoli, italský básník (* 31. prosince 1855)
- 8. dubna – Mykola Pymoněnko, ukrajinský malíř (* 21. března 1862)
- 12. dubna – Ernest Duchesne, francouzský lékař, průkopník výzkumu antibiotik (* 30. května 1874)
- 15. dubna
  - William Thomas Stead, anglický novinář a redaktor (* 5. července 1849)
  - Edward J. Smith, kapitán lodi Titanic (* 27. ledna 1850)
  - Thomas Andrews, hlavní konstruktér Titanicu (* 7. února 1873)
  - Francis Davis Millet, americký malíř a spisovatel (* 3. listopadu 1846)
  - John Jacob Astor IV, americký obchodník, vynálezce a spisovatel (* 13. července 1864)
  - William McMaster Murdoch, skotský námořník na Titanicu (* 28. února 1873)
  - Jacques Futrelle, americký spisovatel detektivek (* 9. dubna 1875)
  - Michel Navratil, zemřel při potopení Titanicu (* 13. srpna 1880)
  - John George Phillips, starší telegrafista na Titanicu (* 11. dubna 1887)
- 20. dubna – Bram Stoker, irský spisovatel (* 8. listopadu 1847)
- 21. dubna
  - Felix Benedict Herzog, americký inženýr, vynálezce (* 27. prosince 1859)
  - Siri von Essen, finská herečka (* 17. října 1850)
- 24. dubna – Samuel Bourne, britský fotograf (* 30. října 1834)
- 26. dubna – Hermann Zabel, německý botanik, dendrolog (* 22. září 1832)
- 4. května – Nettie Stevensová, americká genetička (* 7. července 1861)
- 5. května – Émile Decombes, francouzský klavírista a hudební pedagog (* 9. srpna 1829)
- 14. května
  - August Strindberg, švédský spisovatel, malíř, fotograf a novinář (* 22. ledna 1849)
  - Frederik VIII., dánský král (* 3. června 1843)
- 18. května – Eduard Strasburger, polsko-německý botanik (* 1. února 1844)
- 19. května – Boleslav Prus, polský spisovatel (* 20. srpna 1847)
- 26. května – Amélie Bavorská, bavorská princezna (* 24. prosince 1865)
- 30. května – Wilbur Wright, průkopník letectví (* 16. dubna 1867)
- 1. června – Daniel Burnham, americký architekt (* 4. září 1846)
- 6. června – Giulio Ricordi, italský vydavatel, hudební publicista, malíř a hudební skladatel (* 19. prosince 1840)
- 9. června – Ion Luca Caragiale, rumunský spisovatel (* 30. ledna 1852)
- 12. června
  - Ferdinand Zirkel, německý geolog (* 20. března 1838)
  - Léon Dierx, francouzský básník (* 31. března 1838)
  - Frédéric Passy, francouzský politik a ekonom (* 20. května 1822)
- 22. června – Charicléa Hohenlohe, francouzská šlechtična a mecenáška (* 8. října 1863)
- 25. června – Lawrence Alma-Tadema, holandský malíř (* 8. ledna 1836)
- 1. července – Harriet Quimby, americká herečka, novinářka a pilotka (* 11. května 1875)
- 20. července – Andrew Lang, skotský antropolog, spisovatel a folklorista (* 31. března 1844)
- 30. července – Císař Meidži, 122. japonský císař (* 3. listopadu 1852)
- 31. července – Allan Octavian Hume, britský koloniální politik, ornitolog a botanik (* 4. června 1829)
- 13. srpna
  - Jules Massenet, francouzský skladatel (* 12. května 1842)
  - Octavia Hillová, britská sociální pracovnice (* 3. prosince 1838)
- 14. srpna – Alžběta Saská, saská princezna (* 4. února 1830)
- 16. srpna – Johann Martin Schleyer, německý kněz, tvůrce umělého jazyka Volapük (* 18. července 1831)
- 20. srpna – William Booth, zakladatel a první generál Armády spásy (* 10. dubna 1829)
- 29. srpna – Theodor Gomperz, rakouský filozof a klasický filolog (* 29. března 1832)
- 26. září – Charles Voisin, francouzský průkopník letectví (* 1882)
- 6. října – Auguste Marie François Beernaert, belgický politik, nositel Nobelovy ceny za mír (* 26. července 1829)
- 30. října – James S. Sherman, americký státník, politik, právník a bankéř (* 24. října 1855)
- 6. listopadu – Mykola Lysenko, ukrajinský hudební skladatel (* 22. března 1842)
- 9. listopadu – Nikolaj Trofimovič Fedorenko, stálý zástupce SSSR při OSN († 2. října 2000)
- 15. listopadu – Dmitrij Narkisovič Mamin-Sibirjak, ruský prozaik a dramatik (* 6. listopad 1852)
- 19. listopadu – Wilhelm Fiedler, německý geometr (* 3. dubna 1832)
- 26. listopadu – Marie Hohenzollernská, belgická princezna (* 17. listopadu 1845)
- 29. listopadu – Enrico Annibale Butti, italský spisovatel (* 19. února 1868)
- 7. prosince – George Howard Darwin, anglický astronom a matematik (* 9. července 1845)
- 12. prosince
  - Mauriz von Rössler, ministr obchodu Předlitavska (* 13. července 1857)
  - Luitpold Bavorský, bavorský regent (* 12. března 1821)

## Hlavy států
- České království – František Josef I.
- Papež – Pius X.
- Království Velké Británie – Jiří V.
- Francie – Armand Fallières
- Uherské království – František Josef I.
- Rakouské císařství – František Josef I.
- Italské království – Viktor Emanuel III.
- Belgie – Albert I.
- Španělsko – Alfons XIII.
- Japonsko – Meidži/Taišó od 30. července
- Sinchajská revoluce (Čína) – Süan-tchung (Pchu-i) / abdikoval 12. února